# 變電所

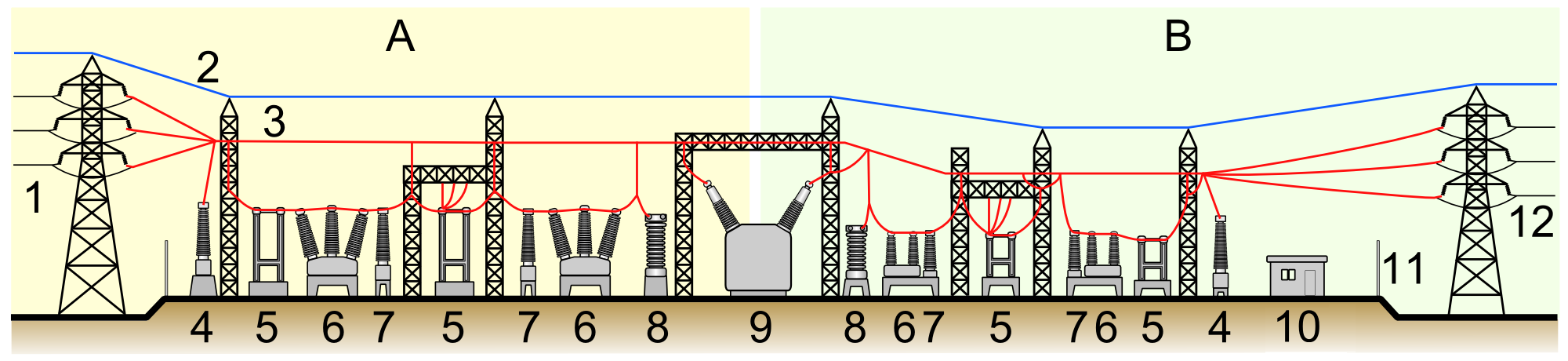
變電站之元素

變電站（electrical substation）是發電、輸電和配電系統的一部分，能將電壓從高電壓轉換為低電壓或反向轉換，也可執行其他重要輸電及配電功能。
變電站的主要功用為利用变压器將電壓改變，其次亦能將為電網作功率因數補償、電力系統保護等。一般而言，變電站皆為電力公司的一部分，少數情況下則屬大型工廠或商戶。在早年，變電站通常皆需要人工現場控制或作故障修復，而現時則主要依靠数据采集与监控系统作遙距管控。

## 種類
變電站可按其電壓、用途、運作、材料等分為不同種類，故一個變電站可以同時屬於以下數種分類。需注意不同地區對同一類變電站有不同名稱，而同一名稱在不同地區可以指不同的變電站，例如開關站Switchyard在美國指同一電壓的變電站，但在香港電燈公司則為275千伏特或132千伏特之變電站。

### 輸電變電站

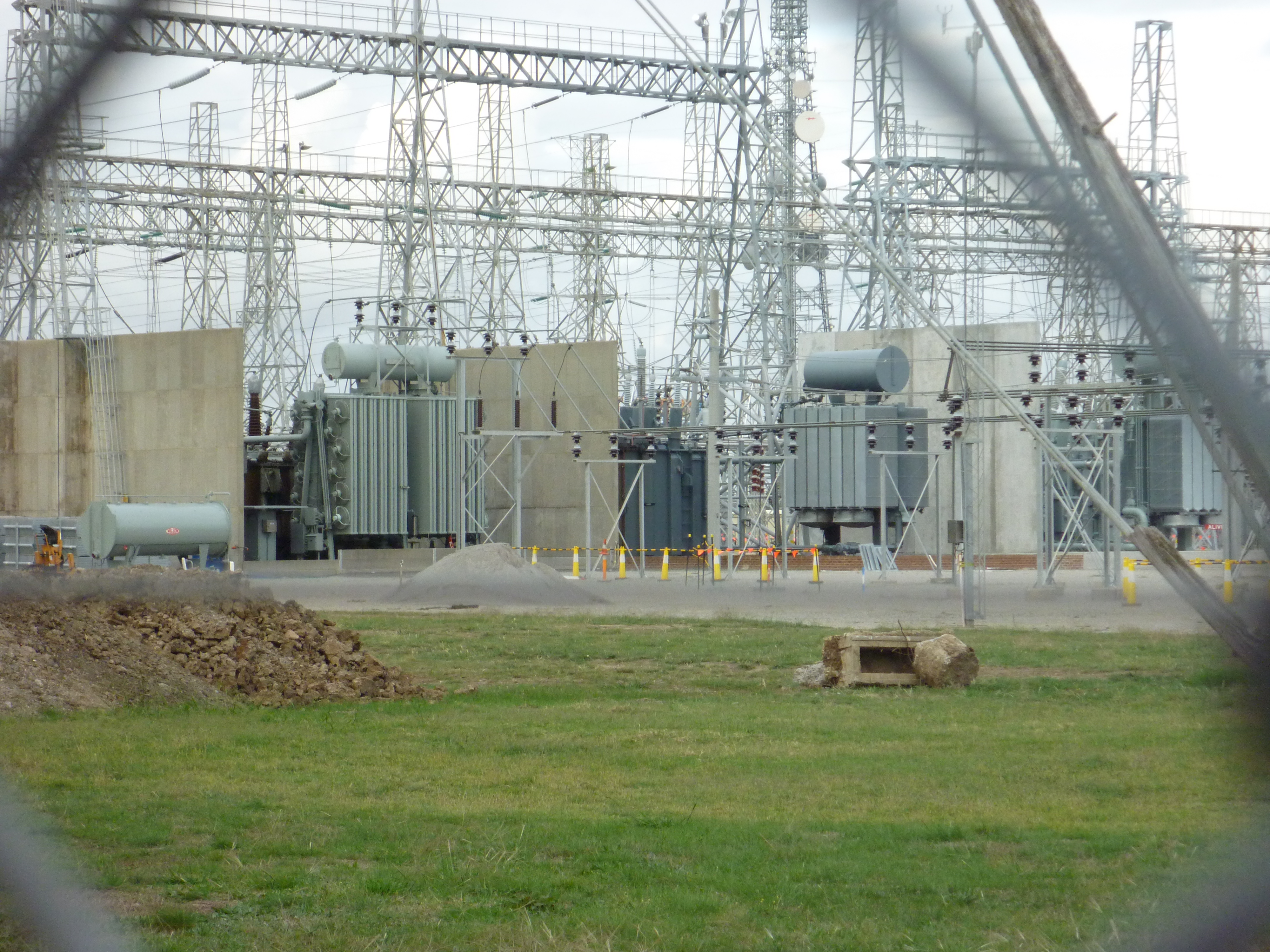
澳洲墨尔本的一處高壓變電站，圖中可以三座220千伏特至66千伏特的變壓器，變壓器之間設有高壓變壓器防火牆。每座變壓器的額定容量為150兆伏安。此變電站使用鋼製結構以支撐變電站內的電纜及設備

輸電變電站，又名超高壓變電站或高容量變壓站，將兩個或以上的輸電網路連結在一起。若網絡之間為同一電壓，變電站會裝有高壓開關以便隔離線路以作維修保養。若網路間為不同電壓，則變電站會裝有變壓器、電容器、靜止無功補償裝置等設備以控制網路電力流向。輸電變電站大多時亦會作為開關的主要場所，故有些時候也會將輸電變電站稱為「開關站」。

### 配電變電站
配電變電站，又名總變電站或分區變電站，部分情況下亦能稱之為輸電變電站，將電力由輸電網絡轉換至配電網。為減少電力於運送時浪費，經過輸電網路時皆會大幅提高電壓。配電變電站能於接近用戶的區域降低電壓以供附近用戶使用，從而避免為客戶各自安裝昂貴的高壓變壓器。
配電變電站一般會使用兩個不同的輸電變電站作為輸入接點以提高可靠性，使某一輸電變電站發生故障時仍能保證配電變電站的運作，從而確保當地用戶的用電。配電變電站會將輸電網絡中的特高壓電力轉換為中高壓後向饋線發送。以香港電燈為例，其分區變電站會將輸電網絡的275千伏特或132千伏特降至22千伏特及11千伏特。電力將由饋線經架空電纜或地底電纜輸送至客戶處再作降壓。
除電壓轉換外，配電變電站亦用於隔離輸電網絡和配電網絡的故障，以避免網絡中某一點的故障會影響其他未有故障的服務。配電變電站亦是電壓調節的地方。

### 用戶變電站

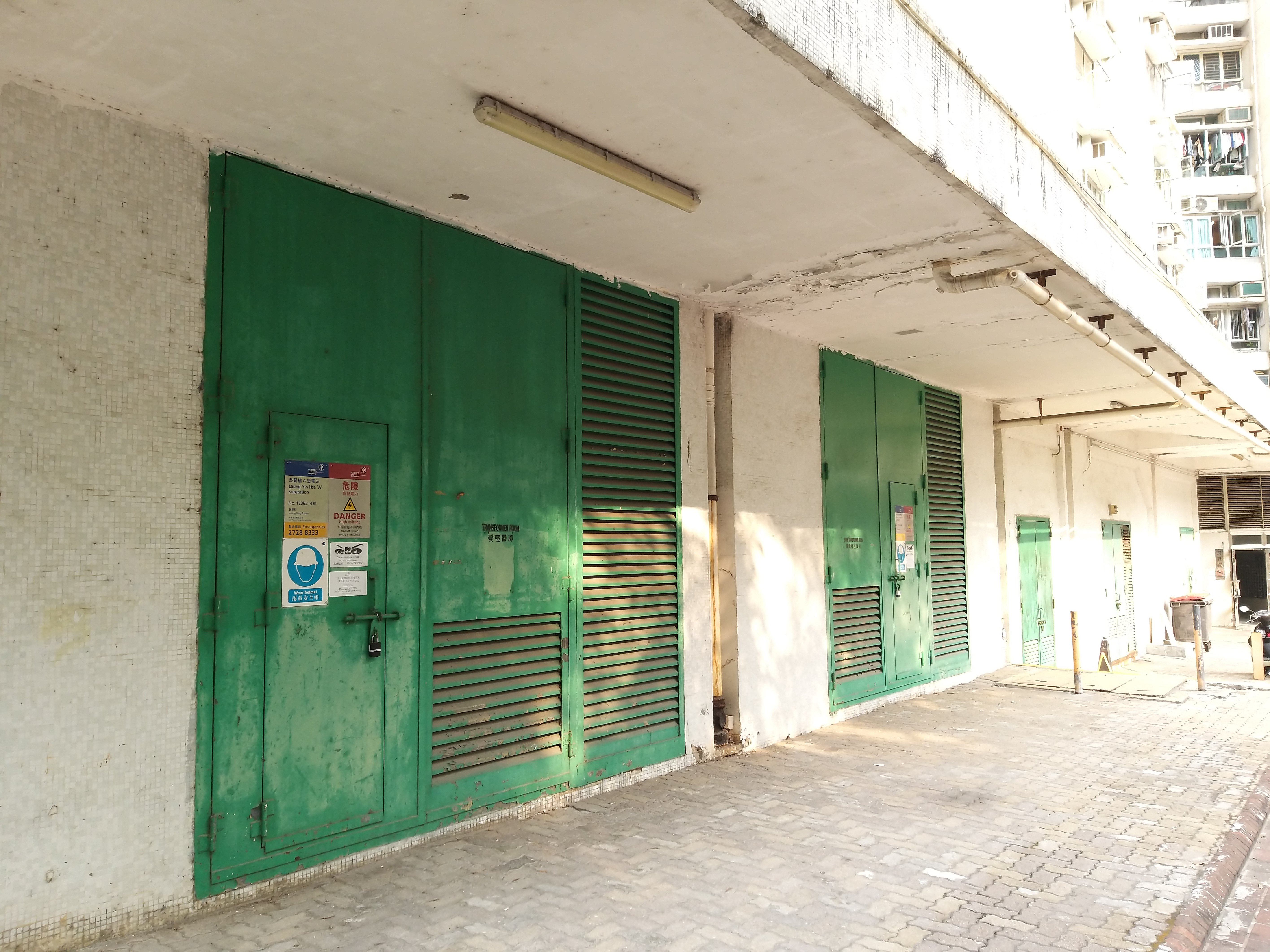
一組設於香港住宅地下的變電所，其會將配電網路的中高壓電力轉換為3相380伏，配以中性導體為住戶提供220伏濕電

在人口稠密的地區，一般再設有專門的用戶變電站以安裝將配電網絡電壓轉換至濕電的變壓器，以避免變壓器外露而做成危險，該變電站又名客戶變電站。而在一些較高的大廈，為減少濕電較低電壓做成的電力傳輸浪費，會於大廈的不同高度設立多座用戶變電站，此舉亦能保證大廈中濕電的大壓於各處皆不會因長距離輸送而有所降壓。
某些供電網路會將輸電網路與配電網路連結的變電站稱為分區變電站，而客戶處的變電站則稱為配電變電站或配電分站，需予注意。
一些發電廠會設有用戶變壓器，以就近供電給周圍的用戶。

### 收集變電站
風力發電廠及太陽能發電場等分散式發電項目或需要一座收集變電站來將產生的電能接入電網之內
。收集變電站亦可作為風力發電廠的控制中心，提供功率因数補償、發電量計算等功能。

### 轉換變電站
轉換變電站主要用途為改變電力頻率，例如將交流電轉換為直流電以供高壓直流輸電或電氣化鐵路使用
。另外，連結兩個不同頻率的電網之時亦需要使用到轉換變電站，例子包括東日本50Hz與西日本60Hz的電網。此類變電站以前會使用回轉變流機以變換頻率，現時多改用電力電子零件。

### 開關站
開關站為沒有變壓器故僅於一種電壓值運作的變電站。開關站一般用於控制電力流向以便維修及保養電力網絡，同時減少電力流失。開關站利用負載啟斷開關或斷路器來將輸電線或其他零件從電網中連接及斷開。一般而言，開關站平日主要用於控制電力流向來減少電力在輸送過程間的流失，有需要時則可以用來阻隔故障及更換設備。

### 牽引變電站

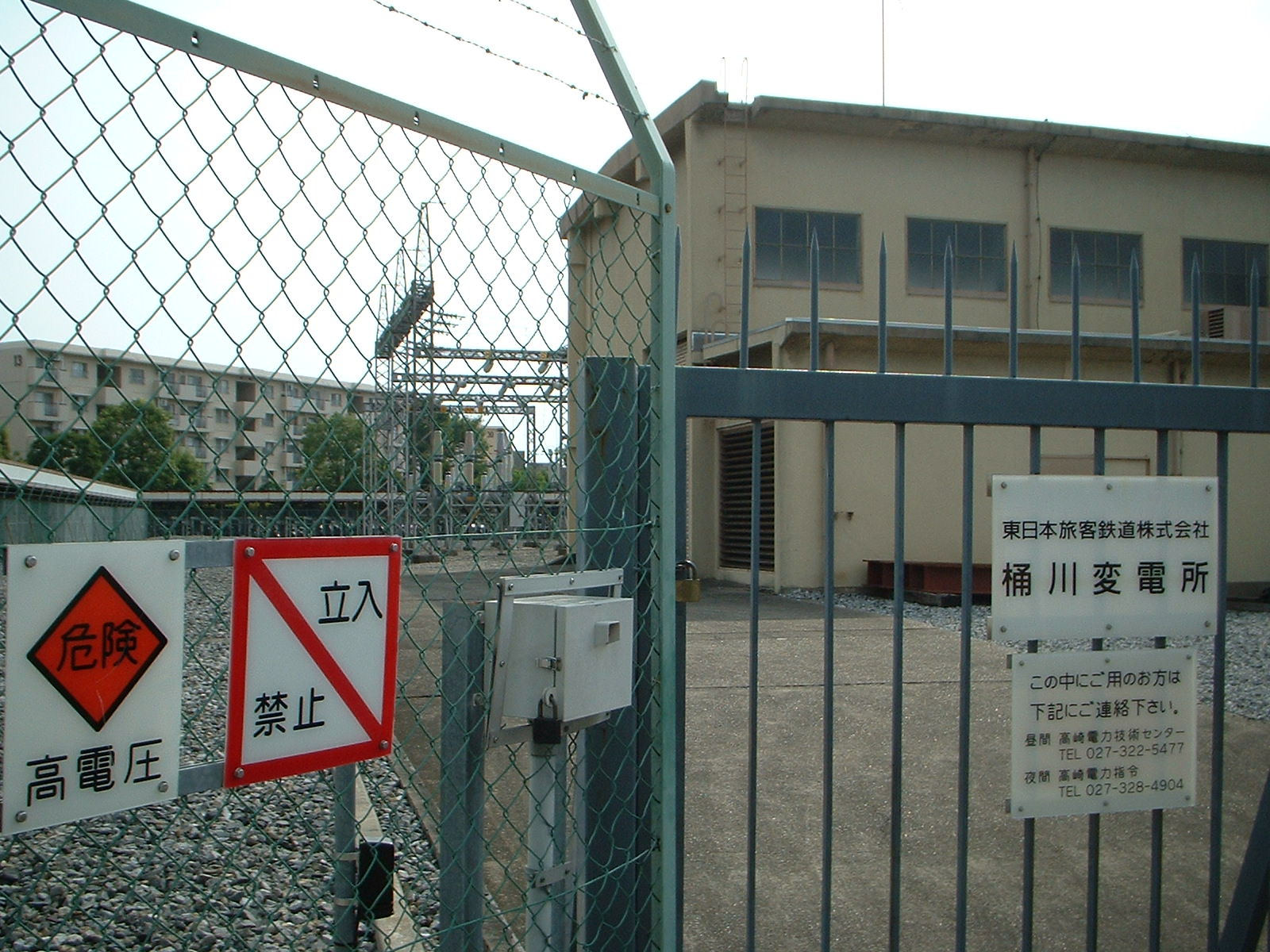
日本鐵路公司JR東日本於埼玉縣桶川市所設的一座變電站

牽引變電站為轉換變電站的一種，主要用於電氣化鐵路。牽引變電站會將交流電轉換成適壓的直流電或異頻交流電以供列車提供牽引力。某些鐵路會建設其單獨使用的電網，此時牽引變電站亦會是輸電變電站。一般現代列車皆會採用再生制動，此時電力或會從列車流回電網，故牽引變電站亦會對此有所準備。

### 流動變電站
流動變電站是載有變壓器、斷路器等設備的特殊車輛，專門用於電力故障未及修復、自然灾害又或战争時臨時使用。流動變電站相對上只有極低額定容量以降低重量，使其能符合路面要求。

## 設計

### 變電站之元素
變電站一般皆有開關、電力保護、變壓器、控制器等設備。在較大型的變電站中一般使用斷路器來阻隔短路、過載及其他故障，小型變電站則可以使用自動開關或保險絲以保護配電網絡。變電站中亦有电容器、稳压器等確保電力供應符合要求的設備。大型變電站可以露天興建再加以圍封，亦可以建於大樓之中。小型用戶變電站一般建於建築物地面層或地牢，摩天大樓則會興較高樓層再興建變電站。假若變電站不是位於地面，一般會加設若干輔助設施以方便接線及維修，例如吊機、變壓器升降機、高壓電纜槽（香港俗稱「地線槽房」）等。
變電站亦需要設計特殊的接地系統，以確保故障期間的接地電位上升符合標準。變電站發生接地故障時會引致接地電位上升，使變電站附近的金屬物件或會與地面之間有極大的電壓差，做成觸電風險。故此，變電站的地底或會有特別設計的接地網，金屬物件也會確保已經完全接地。

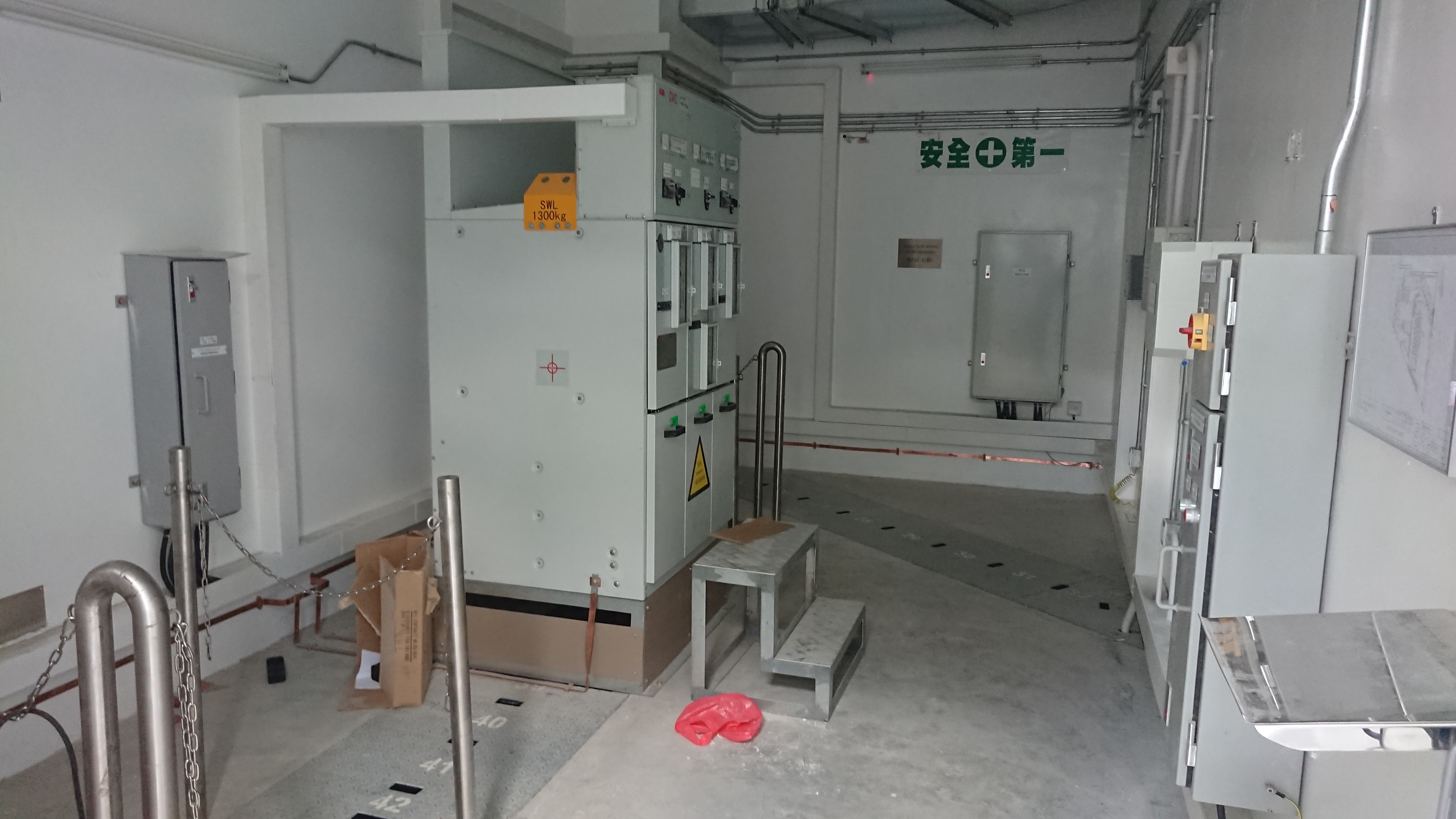
香港一處尚未完工的用戶變電站，可見已安裝的變壓器和電子設備皆設於較高處，以避免輕微水浸時影響供電

電力工程學的目標為確保系統的可靠性的同時降低成本。變電站設計時應符合上述的目標，同時亦應容許日後擴展並提升容量。

### 選擇地點
選擇變電站的地點需要考盧許多因素。首先變電站需要足夠土地以安裝各種裝備，亦需要提供足夠淨空距離以保證安全。位於地面或地牢的變電站亦需要設置阻水閘或後備排水泵，設備若有可能則會安裝於較高處以保證供電不會遭水浸影響。變電站的地點應處於供地範圍的中央，以避免遠距離負載有過大的電壓下降。變電站亦需要上鎖以確保無關人等不會遭到電力危害，而電力系統亦不會遭受破壞。

### 設計圖則
設計變電站的第一步為準備該站的一線圖，該圖會簡單地顯示變電站所需要的變壓器、開關和保護裝置，然後工程師則可在該圖的基礎上再加上其他設備，最後再按既有的設備名單來設計變電站。
一般而言，輸入和輸出的線路皆會有開關和斷路器，某些較簡易的線路則或會只取其一。開關用於隔離線路或儀器，某些開關容許於一般負載情況下打開，其他開關則需要斷路器負責切斷電流。線路或儀器隔離後才可開始作維修或檢查。線路發生故障而電流大幅上升時，電流檢測變壓器的電流會啟動保護繼電器，經計算後會推動斷路器自動斷開以阻隔故障，從而避免整個電力系統被連帶崩潰。輸電過程中闪电與開關所做成的峰值電壓會使絕緣體失效，從而破壞電纜以及其他設備。避雷器用於減少峰值電壓所做成的危害。開關之後電纜會連接至匯流排，並經其再向其他饋線輸送電力。一般而言匯流排為一組三條，以合三相電力所需。

這一線圖顯示了一個半斷路器的設計。

開關、斷路器和匯流排的設計決定了該變電站的供電可靠性及成本。一些較為重要的變電站或會使用「一個半斷路器」方案，以確保某一線路或斷路器出現故障時不會嚴重影響其餘線路，而維修斷路器或匯流排的時候亦無需停止供電。較簡單的變電站則可能使用單匯流排設計以降低成本
匯流排設計完成後即可使用變壓器將不同電壓連接在一起。變壓器的選擇亦會引致不同設計，例如油冷變壓器需要加裝滅火設備，其重量亦較高，未必適合於大樓高處的變電站使用。當所有電力組件設計完畢後則可再為各設備規劃其電子控制線路。

### 自動化
早期變電站需要工程人員於現場監察、操作及控制。隨着電力及通訊系統發展，電力網絡多會建立一個統一控制中心通過通訊設備遙距控制，從而加快故障時的控制並減少所需人手。早期的電力系統自動化使用了專用的銅製通訊線，其後則有逐漸採用電力線通信、微波通讯、光纖等方式連接至變電站的数据采集与监控系统（SCADA）。電力系統自動代是智慧電網中的重要一環。

### 絕緣
若地方足夠，各設備可以使用空氣作絕緣。但若電壓增加又或者空間不足，則需要使用其他絕緣方式，例如開關會設於密封管內，並加注六氟化硫（SF6）以提升絕緣效能。其他絕緣方式包括絕緣油、紙、瓷、聚合物等。

### 結構

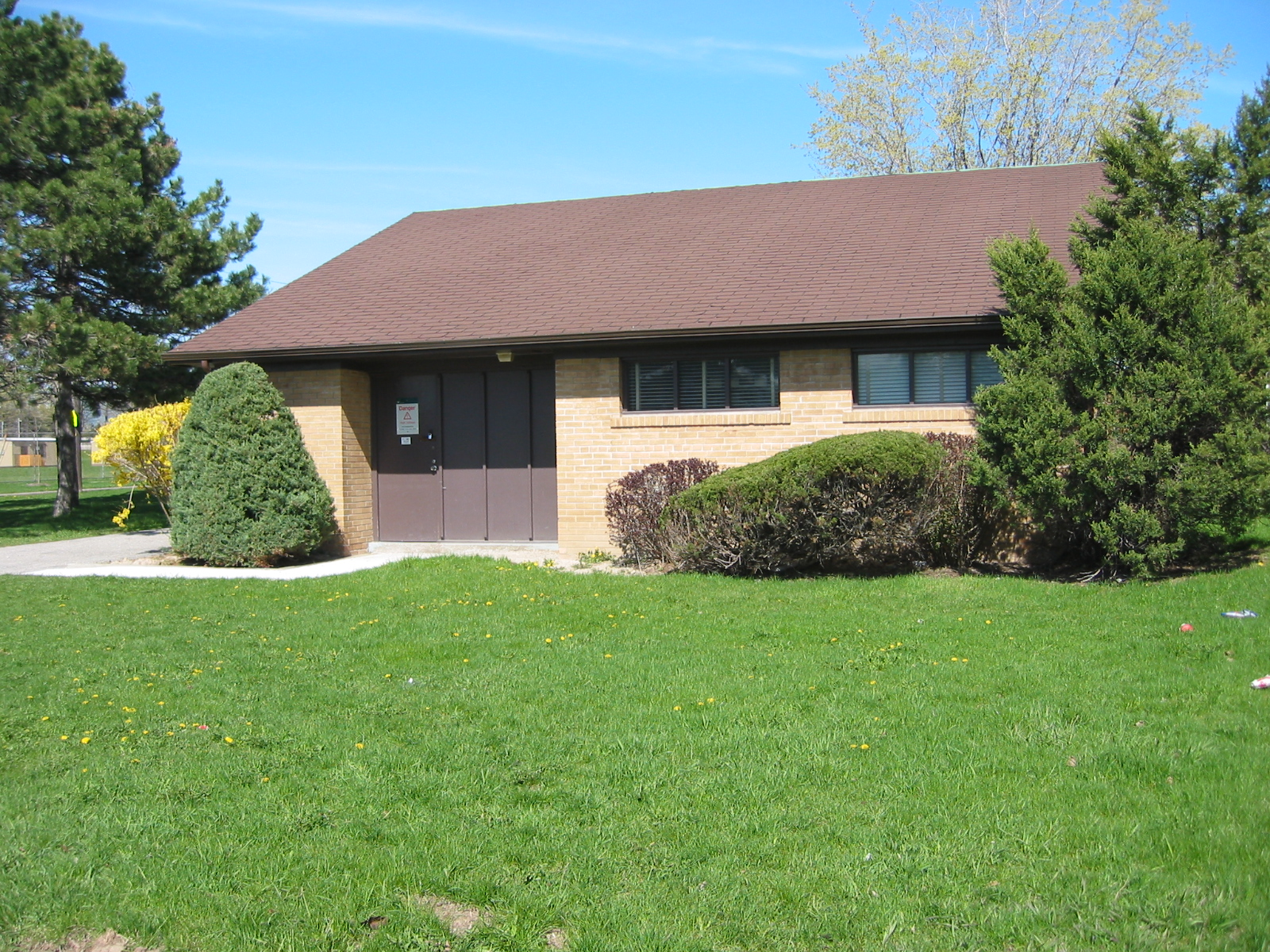
加拿大安大略省士嘉堡的一所配電變電站。該站修飾成一座普通民房以融入當地環境。其正門顯示了一張危險警告牌

一般而言變電站需留有通道以便維修，若變電站亦應留有足夠樓底高度。某些城市內的變電站則或會稍作修飾以融入當地環境。

## 擴展閱讀
R. M. S. de Oliveira and C. L. S. S. Sobrinho. . IEEE Transactions on Electromagnetic Compatibility. 2009, 51 (4): 995–1000. doi:10.1109/TEMC.2009.2028879.